# نمازخانه هریپسیمه مقدس، نوراشن
نمازخانه هریپسیمه مقدس، نوراشن (ارمنی: Սուրբ Հռիփսիմե մատուռ (Նորաշեն)) یک نمازخانه متعلق به کلیسای حواری ارمنی واقع در شهر [[]]، [[]] جمهوری آذربایجان می‌باشد. ساخت و ساز این ساختمان در سال میلادی؛ به پایان رسید. این بنا به سبک معماری ارمنی طراحی شده‌است.